# Образовање у Паризу
Образовање у Паризу датира од почетка 9. века када је цар Карло Велики задужио све цркве да својим парохијама дају лекције читања, писања и основне аритметике, а катедрале да дају више образовање у ликовним уметностима језика, физике, музике и теологије ; у то време, Париз је већ био један од највећих француских катедралних градова и почео је свој успон до славе као школски центар. Почетком 13. века, школа катедрале Нотр-Дам имала је много познатих наставника, а контроверзна учења неких од њих довела су до стварања посебног Универзитета Сен-Женеви на левој обали који ће постати центар Париза. Школску Латинску четврт коју најбоље представља универзитет Сорбона.
Дванаест векова касније, образовање у Паризу и региону Париза (регија Ил-де-Франс) запошљава око 330.000 људи, од којих су 170.000 наставници и професори који предају око 2,9 милиона деце и студената у око 9.000 основних, средњих и високошколских школа и установа.

## Основно и средње образовање
Париз је дом неколико најпрестижнијих француских средњих школа као што су Лицеј Сен Луј де Гонзаг (најбоља средња школа у Француској), Лицеј Станислас, Лицеј Луј-ле-Гранд и Лицеј Хенри 4.
Међународна школа Кингсворт, заједно са Међународном школом у Паризу, налазе се у граду. Међународна немачка школа у Паризу, Америчка школа у Паризу, Британска школа у Паризу, немачка међународна школа и Јапанска школа у Паризу, заједно са јапанском међународном школом налазе се у оближњим предграђима.

## Више образовање
У академској години 2004–2005, 17 јавних универзитета Париске регије, са 359.749 регистрованих студената,  чинили су највећу концентрацију универзитетских студената у Европи. Престижне високе школе Париског региона и десетине приватних и јавних школа независних од универзитета имају додатних 240.778 регистрованих студената, што заједно са универзитетском популацијом ствара укупно 600.527 студената у високом образовању те године. 

## Универзитети
Катедрала Нотр Дам је била први центар високог образовања пре стварања Универзитета у Паризу, Ле Сорбона, који је основан око 1150.  Универзитет је 1200. године издао краљ Филип Август, као корпорацију. дајући наставницима (и њиховим ученицима) право да сами владају независно од крунског закона и пореза. У то време, многи часови су се одржавали на отвореном. Студенти и наставници који нису били из Париза боравили би у хостелима, или „колеџима“, створеним за оне који долазе из далека.
Већ познат у 13. веку, Универзитет у Паризу имао је студенте из целе Европе. Паришки школски центар Рив Гауш, назван „Латинска четврт“ пошто се настава тада изводила на латинском, на крају ће се прегруписати око колеџа који је основао Роберт де Сорбон из 1257, Колеџ Сорбон .  Универзитет у Паризу је у 19. веку имао шест факултета: правни, научни, медицински, фармацеутски, књижевни и теолошки. Након студентских немира 1968. године, дошло је до опсежне реформе Универзитета у Паризу, у настојању да се распрши централизовано студентско тело. Следеће године, некадашњи јединствени Универзитет у Паризу подељен је између тринаест аутономних универзитета који се налазе широм града Париза и његових предграђа. Сваки од ових универзитета наследио је само неке од департмана старог Париског универзитета и нису општи универзитети. Универзитет Пантеон-Асас, Универзитет Пантеон-Сорбон, Универзитет Парис-Декарт Универзитет Парис-Нантер су наследили правни факултет; Универзитет Париз Декакрт, Универзитет Парис-Дидерот и Универзитет Пјера и Марије Кири наследили су факултет медицине, а последња два су наследила научне катедре; Универзитет Парис-Сорбона и Нова Сорбона наследили су уметност и хуманистичке науке. 
Године 1991. створена су још четири универзитета у предграђима Париза, достижући укупно седамнаест јавних универзитета за регион Париза (Ил-де-Франс). Ови нови универзитети су добили називе (на основу назива предграђа у којем се налазе), а не бројеве као претходних тринаест: Универзитет Сержи-Понтоаз, Универзитет Еври Вал д'Есон, Универзитет Марн-ла-Вале, Супериорна школа Роберт Де Сорбон и Универзитет у Версају.
Студенти такође имају прилику да студирају у иностранству у Северној Америци преко МИЦЕФА  програма.

## Високе школе
Регион Париза је домаћин највеће концентрације у Француској престижних високих школа – специјализованих центара високог образовања ван структуре јавних универзитета. Већина високих школа премештена је у предграђе Париза 1960-их и 1970-их, у нове кампусе много веће од старих кампуса у препуном граду Паризу, иако је Виша нормална школа остала у улици д'Улм у 5. арондисману . 
Подручје Париза је домаћин 55 високих школа, укључујући велики број инжењерских школа, од којих неке води престижни Париски институт за технологију који се састоји од неколико колеџа. Друге престижне инжењерске школе налазе се у Паризу, укључујући Централну школу, која се сматра једном од 3 најбоље у Француској, и Супелек. Такође постоје многе пословне школе, укључујући ИНСЕАД, ЕССЕЦ, ХЕЦ и ЕСЦП Европа . Административна школа као што је ЕНА је премештена у Стразбур, школа политичких наука се и даље налази у 7. арондисману на левој обали Париза. 
Систем подржава велики број припремних школа које нуде курсеве у трајању од две до три године. Ови курсеви омогућавају упис у више школе. Многи од најбољих налазе се у Паризу.  Две друге прворангиране налазе се у Версају, у близини Париза. Избор ученика се заснива на школским оценама и примедбама наставника. Познато је да су веома захтевни у смислу радног оптерећења и психичког стреса. 

## Приватне фондације
Пастеров институт је француска непрофитна приватна фондација посвећена проучавању биологије, микроорганизама, болести и вакцина.

## Разно образовање
Школа јапанског језика у Паризу, допунски јапански образовни програм, одржава се у 16. париском арондисману.   Школа има своје канцеларије у 8. арондисману. 